# Корчагін Володимир Володимирович
Корчагін Володимир Володимирович (рос. Корчагин Владимир Владимирович) — радянський та російський письменник, вчений-геолог. Автор пригодницьких і науково-фантастичних творів. Член Спілки письменників СРСР і Татарстану. Кандидат геолого-мінералогічних наук.

## Біографія
Народився в Казані, з 14 років почав працювати, після Великої Вітчизняної війни, в 1951 році, закінчив геологічний факультет Казанського університету, кандидат геолого-мінералогічних наук (1954). Був доцентом кафедри мінералогії Казанського університету, працював там 36 років, до 1987 року, займаючись науковою і викладацькою діяльністю.
У 1984 році, відразу після вступу в Союз письменників Татарстану, став керівником його російської секції, а з 1986 року — літературним консультантом.
Заслужений працівник культури Республіки Татарстан (2000).
Помер 26 грудня 2012 року в Казані.

## Творчість
В основу дебютного роману Корчагіна «Таємниця річки злих духів» (1962) лягли враження від його геологічних експедицій. Потім були написані і інші його пригодницько-пізнавальні книги: «Шлях до перевалу» (1968) і «Таємниця тайгового табору» (2007).
У 1980-х роках звернувся до фантастики. Написав науково-фантастичні романи «Астійський едельвейс» (1982), «Кінець легенди» (1984), «Іменем людства» (1989), «В'язні страху» (1991), «Жінка в чорному» (2002), «Два життя» (2004). Фантастичні твори автора також тісно пов'язані з його професією.
За повість «Підкидьок» в 2000 році був нагороджений Державінською премією.
Написав також кілька монографій та навчальних посібників з геології і мінералогії.